# Rob Roy MacGregor
Robert MacGregor, noto come Rob Roy, ovvero "Roberto il Rosso" (in gaelico scozzese Raibeart Ruadh MacGriogair; Glengyle, marzo 1671 – Inverlochlarig Beg, 28 dicembre 1734), è stato un brigante, capo-clan ed eroe leggendario scozzese, definito il "Robin Hood" della Scozia.

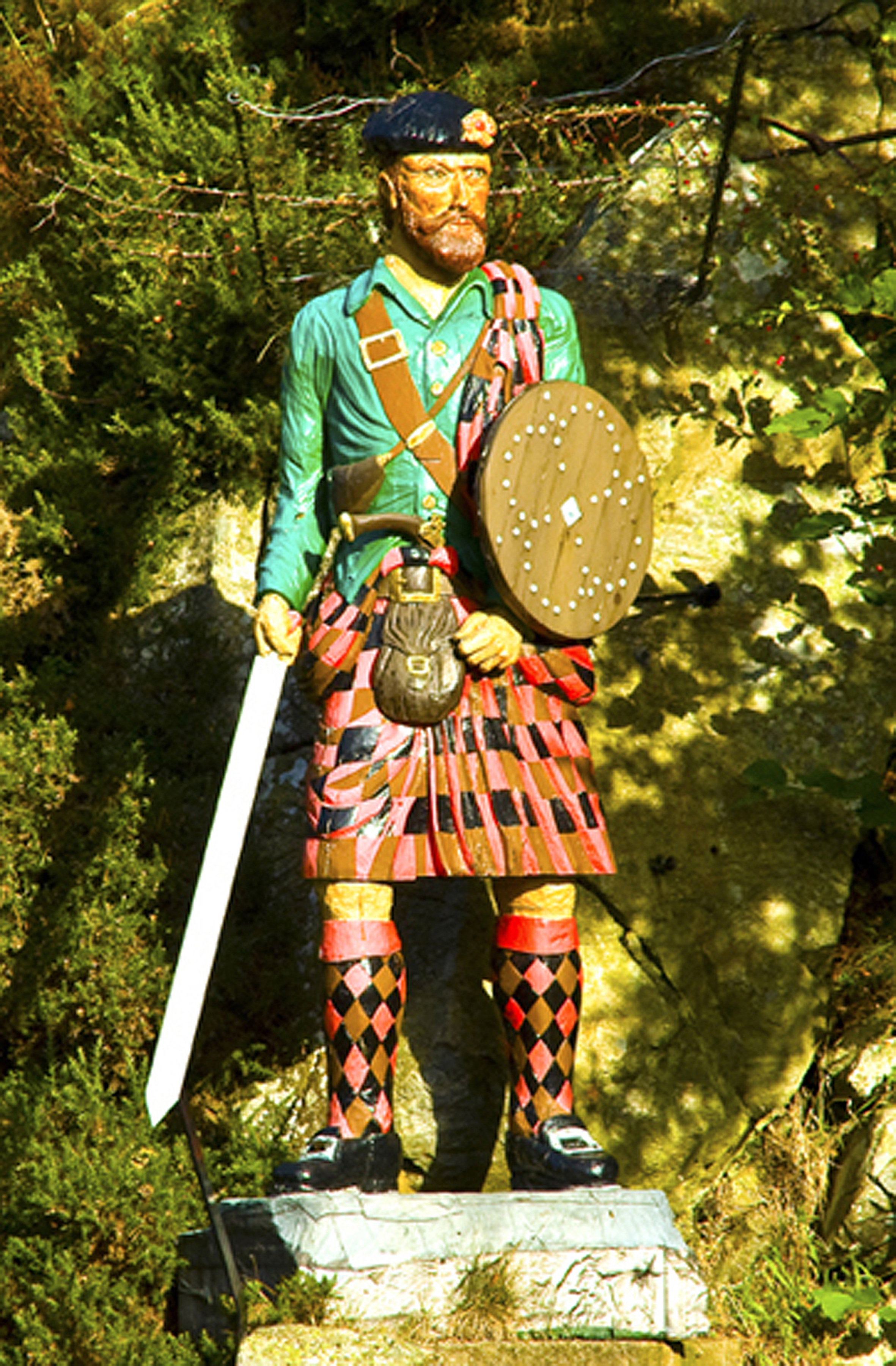
Statua dedicata a Rob Roy

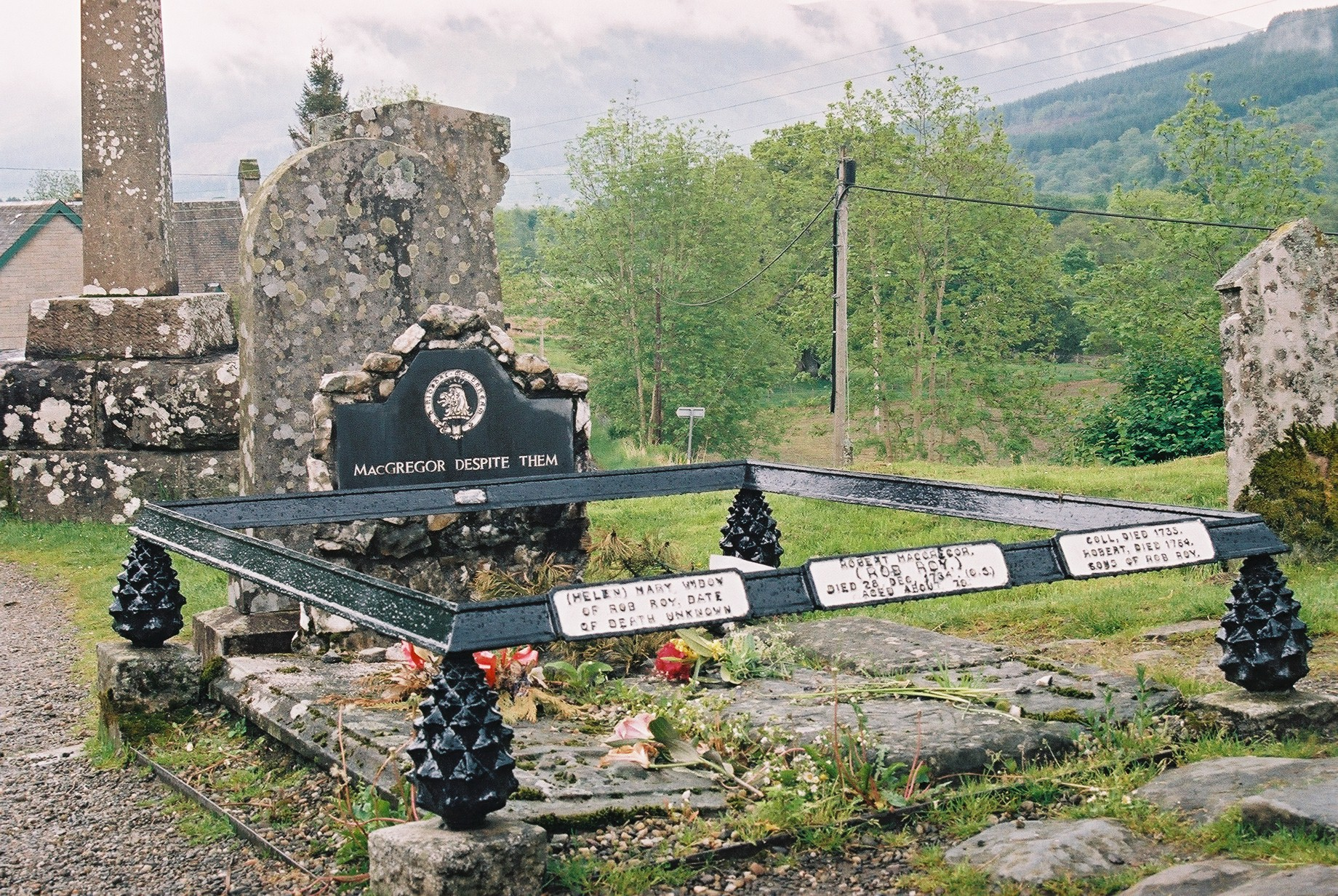
La tomba di Rob Roy Mac Gregor a Balquhidder. Reca l'iscrizione MacGregor despite them

Alla sua figura sono dedicati il romanzo di Sir Walter Scott Rob Roy e varie produzioni cinematografiche e televisive.
Doveva il soprannome "Roy" (in gaelico scozzese: "Ruadh") al colore dei suoi capelli.

## Biografia
Robert MacGregor nacque in un cottage, di Glengyle nei pressi del Loch Katrine, nelle Highlands meridionali, nel marzo del 1671 Era il terzo figlio di Donald Glas, capo-clan dei MacGregor, e di Mary Campbell: il suo clan era sostenitore del deposto Giacomo VII.
MacGregor benché fosse protestante era di simpatie giacobite.
Divenuto adulto, iniziò a lavorare come mandriano per conto di James Graham, duca di Montrose.
All'età di 22 anni, si sposò con Helen MacGregor di Comar, dalla quale avrebbe avuto quattro figli, James, Ranald, Coll e Robert
Nel 1711, Mac Gregor chiese al duca di Montrose un prestito di 1.000 sterline per estendere i propri averi. Questi soldi gli vennero però rubati da una persona di fiducia, che si rese irreperibile.
Nonostante MacGregor si fosse reso disponibile a restituire la somma, fu cacciato dal duca di Montrose, che lo ritenne un ladro, requisendo tutti i suoi averi..
Costretto alla fuga, MacGregor divenne un fuorilegge e, meditando vendetta, si alleò con il nemico del duca di Montrose, il duca di Argyll.
Nel 1715, MacGregor combatté nella battaglia di Sherifmuir, in cui il duca di Argyll appoggiava le forze governative contro i Giacobiti. In seguito, nel gennaio 1716 saccheggiò e occupò assieme a 200 uomini il castello di Balgonie e nel 1719 partecipò alla battaglia di Glen Shiel.
MacGregor fu catturato nel 1722 o nel 1725 dal Generale Wade e venne imprigionato a Londra
L'anno seguente, Daniel Defoe scrisse una biografia romanzata di MacGregor dal titolo Highland Rogue, biografia che contribuì a far diventare Rob Roy un eroe popolare.
MacGregor rimase carcerato fino al 1727, quando ottenne la grazia.
Durante i suoi ultimi anni di vita, la sua famiglia si convertì al cattolicesimo.
Robert "Rob Roy" MacGregor morì il 28 dicembre 1734, nella sua casa, nei dintorni di Balquhidder nelle Trossachs, all'età di 63 anni. Mentre stava morendo, una cornamusa suonava I Shall Return No More.
Fu sepolto il 1º gennaio 1735 nel cimitero di Balquhidder. La notizia della sua morte fu resa nota una settimana dopo nel Caledonian Mercury di Edimburgo.

## Rob Roy MacGregor nella cultura di massa

### Letteratura
- Highland Rogue, di Daniel Defoe (1723)[5]
- Rob Roy, di Sir Walter Scott (1818)[4][5]

### Cinema e fiction
- Rob Roy, regia di W.P. Kellino, con David Hawthorne nella parte di Rob Roy (1922)[12]
- Rob Roy, il bandito di Scozia (Rob Roy, the Highland Rogue), film del 1953[6]
- Rob Roy, serie televisiva del 1961, con Tom Fleming nel ruolo di Rob Roy MacGregor[6]
- Rob Roy, serie televisiva del 1977, con Andrew Faulds nel ruolo di Rob Roy MacGregor[6]
- Rob Roy, film del 1995, con Liam Neeson nel ruolo di Rob Roy MacGregor[6]
- Rogues Gallery, serie televisiva del 2005, con Vic Reeves nel ruolo di Rob Roy[6]

### Altro
- Nel dipinto Leith di Telemaco Signorini compare bene in vista un cartellone pubblicitario con la scritta "Rob Roy", a grandi caratteri rossi, ma non è ben chiaro a cosa si riferisca, anche se è stata interpretata come un'allusione a Giuseppe Garibaldi da parte del pittore italiano[13].
- Il cocktail Rob Roy creato nel 1894 è così chiamato in onore dell'omonima operetta di Reginald De Koven e Harry B. Smith, basata sui fatti del fuorilegge scozzese.
- Il terzo episodio della saga di Indiana Jones ha come fondamento un romanzo scritto dallo stesso, storia poi ripresa da George Lucas e Menno Meyjes, e sceneggiata da Jeffrey Boam.